# توماس ليندال
توماس ليندال (باللغة السويدية: Tomas Lindahl) هو عالم سويدي من مواليد 28 كانون الثاني/يناير سنة 1938 في ستوكهولم، وأكثر ما اشتهر به هي أبحاثه في مجال السرطان.

## جائزة نوبل في الكيمياء 2015
حاز توماس ليندال على جائزة نوبل في الكيمياء سنة 2015 بشكل مشترك مع كل من بول مودريتش وعزيز سانكار، وذلك لأبحاثهم في مجال ترميم الـ DNA.

## اقرأ أيضاً
- ترميم الـ DNA
- بول مودريتش
- عزيز سانكار

## روابط خارجية
- توماس ليندال على موقع الموسوعة البريطانية (الإنجليزية)
- توماس ليندال على موقع مونزينجر (الألمانية)